# Paradyopedos antarcticus
Paradyopedos antarcticus is een vlokreeftensoort uit de familie van de Dulichiidae. De wetenschappelijke naam van de soort is voor het eerst geldig gepubliceerd in 1990 door Andres & Rauschert.